# Aganippe cupulifex
Aganippe cupulifex är en spindelart som beskrevs av Main 1957. Aganippe cupulifex ingår i släktet Aganippe och familjen Idiopidae.
Artens utbredningsområde är Western Australia. Inga underarter finns listade i Catalogue of Life.